# Stefan Ulm
Stefan Ulm, född den 21 december 1975 i Berlin, Tyskland, är en tysk kanotist.
Han tog OS-silver i K-4 1000 meter i samband med de olympiska kanottävlingarna 2000 i Sydney.
Han tog OS-silver igen på samma distans i samband med de olympiska kanottävlingarna 2004 i Aten.